# Da questa parte del mare
Albums de Gianmaria Testa
Altre latitudini
(2003) F. à Léo
(2009)
Da questa parte del mare est un album de Gianmaria Testa paru le 12 octobre 2006 sur le label Le Chant du Monde chez Harmonia Mundi.

## Liste des titres de l'album
Sauf mention les compositions et les textes sont de Gianmaria Testa :	 
1. Seminatori di grano - 3:11
2. Rrock - 5:17
3. Forse qualcuno domani - 3:47
4. Una barca scura - 4:32
5. Tela di ragno - 5:18
6. Il passo e l'incanto - 5:04
7. 3/4 - 4:28
8. Al mercato di porta palazzo - 3:43
9. Ritals - 4:10
10. Miniera - 3:20
11. La nostra città - 1:44

## Musiciens ayant participé à l'album
- Gianmaria Testa : chant et guitare
- Enzo Pietropaoli et Greg Cohen : contrebasses
- Claudia Dadone : guitare
- Bill Frisell : guitare électrique
- Philippe Garcia : batterie, percussions
- Luciano Biondini : accordéon
- Vittorio Piombo, Piero Salvatori, Sebastiano Severi : violoncelles
- Piero Ponzo : saxophone
- Paolo Fresu : trombone
- Gabriele Mirabassi : clarinette